# Червоніщенко Іван Григорович
Іва́н Григо́рович Червоні́щенко (*27 грудня 1907, Полякова — тепер в складі Рощахівки Бобринецького району Кіровоградської області — † 4 червня 1984) — поет, член Спілки письменників України (з 1953 року).

## Біографічні відомості
Закінчив Полтавський учительський інститут 1941 року.
Працював в Котельві, після праці відвідує хату-читальню, самотужки опановує грамоту; райком комсомолу посилає в Полтаву до навчання на робітфаці, що діяв при сільськогосподарському інституті Полтави. По закінченні робітфаку продовжує навчатися у Харківській Вищій школі профруху, згодом — у Полтавському учительському інституті. Цим часом в його житті трапилася прикра подія, він почав втрачати зір; однак, продовжував навчання, й таки та одержав диплом учителя 1941 року.
Ще коли навчався, почав віршувати; не покидав цієї справи, й будучи студентом інституту; перші вірші побачили читачі «Більшовика Полтавщини».
Останні екзамени Іван складав вже в часі Другої світової війни. Потім — евакуація у глибокий тил, проте й там він, незрячий, не припиняв творчої і громадської роботи; вірші, пройняті вірою в перемогу, друкуються в газетах, їх читають по радіо. Творча діяльність поета була відзначена медаллю «За доблесну працю у Великій Вітчизняній війні 1941–1945 рр.».
Після звільнення Полтавщини від нацистів він повертається в Полтаву, та продовжує у своїх творах із синівською любов'ю оспівувати земляків, та — вже невидиму йому — красу надворсклянського міста.
У Полтаві він почив вічним сном, похований на Затуринському цвинтарі.

## Твори
Автор збірок:
- «Серцем дивлюся» (1961):

| Хоч очі погасли – не темно мені: я серцем дивлюся на сонячні дні. А серце палає і б’ється в грудях і думи мої виливає в піснях. |
- «Совість наказує» (1966), багатьох пісень.
- Вірш присвячений матусі Ганні Касянівні

| Не сумуй, прошу тебе, матусю, Не сумуй, що син утратив зір, Я вже знов до праці повернувся Всім недугам злим наперекір. |
| Гарно вийти у степ серед ночі В Бобринецькій моїй стороні, І послухать, як поле шепоче Щось до болю знайоме мені. Над рікою замріяні скелі, Тихо дивляться в воду зірки. Десь лунають частівки веселі, То співають мої земляки. |

## Джерело
- Червоніщенко Іван Григорович [Архівовано 31 жовтня 2020 у Wayback Machine.]